# Anisostachya andringitrensis
Anisostachya andringitrensis är en akantusväxtart som beskrevs av Raymond Benoist. Anisostachya andringitrensis ingår i släktet Anisostachya och familjen akantusväxter. Inga underarter finns listade i Catalogue of Life.